# 977 (číslo)
Devět set sedmdesát sedm je přirozené číslo. Římskými číslicemi se zapisuje CMLXXVII a řeckými číslicemi ϡοζ´. Následuje po čísle devět set sedmdesát šest a předchází číslu devět set sedmdesát osm.

## Matematika
977 je:
- Deficientní číslo
- Prvočíslo
- Nešťastné číslo
- Součet devíti po sobě jdoucích prvočísel (89 + 97 + 101 + 103 + 107 + 109 + 113 + 127 + 131)

## Astronomie
- (977) Philippa je planetka hlavního pásu, kterou objevil v roce 1922 Benjamin Jekhowsky
- NGC 977 je spirální galaxie v souhvězdí Velryby

## Ostatní
- +977 je mezinárodní telefonní předvolba Nepálu

## Roky
- 977
- 977 př. n. l.